# وديع العبيدي
وديع العبيدي شاعر وكاتب وناقد عراقي ولد في محافظة ديالى في العراق عام 1960م قضى 10 سنين مشاركا في الحرب العراقية الإيرانية وحرب الخليج الثانية وهذه الحروب اثرت تأثيرا كبيرا في حياة وديع العبيدي وأصبح من أكثر مناهضي الحروب من بين الكتاب العرب ومن الادباء الإنسانيين وخاصة بعد أن فقد اخيه الأصغر والاقرب اليه في معركة الفاو في جنوب البصرة. يجيد اللغات الألمانية والإنكليزية والتركية بالايضافة إلى لغته الام العربية 
هاجر للنمسا واقامها فيها ثم انتقل إلى انجلترة ووما زال يقيم في عاصمتها لندن.

## نشاطاته
بدأ الكتابة في سن مبكرة وقد نال اعجاب مدرسيه وكان من الرواد في المراحل الأبتدائية في المدرسة، وفي سن الخامسة عشرة فاز بجائزة أدبية في مسابقة تلفاز ميسان.
حصل على بكلوريوس علوم اقتصادية من جامعة البصرة سنة 1982.
- عضو جمعية الاقتصاديين العراقيين.
- عضو جماعة الأدب الحديث في القاهرة.
- عضو جماعة الديوان الشعرية في مراكش.
ترأس عدد من المحاضرات التي اقيمت في النمسا التي اقيم حفل تكريم له فيها في العاصمة فينا أقامها ادباء ومثقفين نمساويين له، وفي العاصمة لندن والتي حاول فيها جمع المثقفين والادباء العراقين في المهجر والذي كان من أهم اهدافه جمع عراقيي المهجر إلى رأي واحد ولو كان عن طريق الثقافة والأدب.

## أعماله
يمارس أنواع الكتابة الأدبية في الابداع والنقد وله مساهمات في السياسة والاقتصاد والترجمة.
- أصدر مجلة الساري في النمسا باللغتين العربية والألمانية وهي مجلة دورية ثقافية عامة..–عام1998-
-أصدر مجلة UFER في يونيو/ حزيران 1999، باللغة الألمانية في النمسا العليا - فصلية ثقافية عامة.
- أصدر مجلة -ضفاف- في يونيو/ حزيران 1999، وهي فصلية ثقافية عامة.
- في مجال الشعر:
له العديد من الدواوين منها:
- وطن الحب.. وطن الكبرياء-بغداد 1988.
- ما قالته النخلة للعشاق- بغداد 1990.
- تأملات قبل السفر- بغداد 1991.
- سلطان الكلام – مدريد 1999.
- أغنية الغبار- المغرب 2000.
- منفيون من جنة الشيطان- المكسيك 2003.
- الدخول في خبر كان- القاهرة 2004.

-في مجال الترجمة 
ترجمة مجموعة «أغنية الغبار» للإنجليزية أنجزها الشاعر والمترجم العراقي جواد وادي في المغرب. وصدرت في القاهرة عام 2004.
- صدفة نجوت ديوان شعر لوديع العبيدي ترجم باللغتين الألمانية والعربية.

- في مجال الدراسة والنقد الأدبي:
- يوسف عزالدين حياته وشعره- دراسة في الشعر العربي الحديث- القاهرة 1993.
- جنى الأوراق من أدب عبد الرزاق- هولنده 1999.
- أحفاد جلجامش – راهنية الشعر العراقي 1980- 2000. منشورات ضفاف 2003.

## وصلات خارجية
- 19k وديع العبيدي - ديوان العرب
- 30k بيت الشعر العراقي:: مواقع العراق هنا